# Campionati europei di hockey su pista 1983
I Campionati Europei 1983 furono la 36ª edizione dei campionati europei di hockey su pista; la manifestazione venne disputata in Italia a Vercelli dal 2 al 9 ottobre 1983.

La competizione fu organizzata dalla Comité Européen de Rink-Hockey.

Il torneo fu vinto dalla nazionale spagnola per l'8ª volta nella sua storia.

## Città ospitanti e impianti sportivi
| CITTÀ    | IMPIANTO   | CAPIENZA |
| Vercelli | Palahockey | 1.754    |

## Svolgimento del torneo

### Risultati
| Vercelli ottobre 1983 | Francia | 3 – 9 | Germania Ovest | Palahockey |

| Vercelli ottobre 1983 | Francia | 6 – 3 | Inghilterra | Palahockey |

| Vercelli ottobre 1983 | Francia | 0 – 5 | Italia | Palahockey |

| Vercelli ottobre 1983 | Francia | 2 – 6 | Paesi Bassi | Palahockey |

| Vercelli ottobre 1981 | Francia | 1 – 20 | Portogallo | Palahockey |

| Vercelli ottobre 1983 | Francia | 3 – 8 | Spagna | Palahockey |

| Vercelli ottobre 1983 | Francia | 3 – 4 | Svizzera | Palahockey |

| Vercelli ottobre 1983 | Germania Ovest | 5 – 3 | Inghilterra | Palahockey |

| Vercelli ottobre 1983 | Germania Ovest | 2 – 6 | Italia | Palahockey |

| Vercelli ottobre 1983 | Germania Ovest | 0 – 4 | Paesi Bassi | Palahockey |

| Vercelli ottobre 1983 | Germania Ovest | 3 – 6 | Portogallo | Palahockey |

| Vercelli ottobre 1983 | Germania Ovest | 4 – 9 | Spagna | Palahockey |

| Vercelli ottobre 1983 | Germania Ovest | 5 – 1 | Svizzera | Palahockey |

| Vercelli ottobre 1983 | Inghilterra | 0 – 9 | Italia | Palahockey |

| Vercelli ottobre 1983 | Inghilterra | 1 – 3 | Paesi Bassi | Palahockey |

| Vercelli ottobre 1983 | Inghilterra | 2 – 10 | Portogallo | Palahockey |

| Vercelli ottobre 1983 | Inghilterra     | 1 – 7 | Spagna | Palahockey\| Arbitro: \| Udo Schaffhofer \| |
| Arbitro:              | Udo Schaffhofer |       |        |                                             |

| Vercelli ottobre 1983 | Inghilterra | 4 – 5 | Svizzera | Palahockey |

| Vercelli ottobre 1983 | Italia | 6 – 0 | Paesi Bassi | Palahockey |

| Vercelli ottobre 1983 | Italia | 1 – 4 | Portogallo | Palahockey |

| Vercelli ottobre 1983 | Italia | 0 – 0 | Spagna | Palahockey |

| Vercelli ottobre 1983 | Italia | 5 – 0 | Svizzera | Palahockey |

| Vercelli ottobre 1983 | Paesi Bassi | 0 – 2 | Portogallo | Palahockey |

| Vercelli ottobre 1983 | Paesi Bassi      | 1 – 7 | Spagna | Palahockey\| Arbitro: \| Armelim Ferreira \| |
| Arbitro:              | Armelim Ferreira |       |        |                                              |

| Vercelli ottobre 1983 | Paesi Bassi | 3 – 3 | Svizzera | Palahockey |

| Vercelli ottobre 1983 | Portogallo         | 2 – 5 | Spagna | Palahockey\| Arbitro: \| Giancarlo Frusteri \| |
| Arbitro:              | Giancarlo Frusteri |       |        |                                                |

| Vercelli ottobre 1983 | Portogallo | 8 – 0 | Svizzera | Palahockey |

| Vercelli ottobre 1983 | Spagna         | 11 – 1 | Svizzera | Palahockey\| Arbitro: \| Learco Mantovi \| |
| Arbitro:              | Learco Mantovi |        |          |                                            |

### Classifica
|    | Squadra        | PT | G | V | N | P | GF | GS | Diff. |
| -- | -------------- | -- | - | - | - | - | -- | -- | ----- |
| 1. | Spagna         | 13 | 7 | 6 | 1 | 0 | 47 | 12 | +35   |
| 2. | Portogallo     | 12 | 7 | 6 | 0 | 1 | 52 | 12 | +40   |
| 3. | Italia         | 11 | 7 | 5 | 1 | 1 | 32 | 6  | +26   |
| 4. | Paesi Bassi    | 7  | 7 | 3 | 1 | 3 | 17 | 21 | -4    |
| 5. | Germania Ovest | 6  | 7 | 3 | 0 | 4 | 28 | 32 | -4    |
| 6. | Svizzera       | 5  | 7 | 2 | 1 | 4 | 14 | 39 | -25   |
| 7. | Francia        | 2  | 7 | 1 | 0 | 6 | 18 | 35 | -17   |
| 8. | Inghilterra    | 0  | 7 | 0 | 0 | 7 | 14 | 45 | -31   |

## Campioni
| Campione d'Europa 1983 |
| ---------------------- |
| Spagna 8º titolo       |